# اليمني الأمريكي نيوز
اليمني الأمريكي نيوز هي صحيفة شهرية تصدر في ديربورن بولاية ميشيغان تغطي الجالية اليمنية في الولايات المتحدة. للصحيفة موقع الإلكتروني، يغطي أخبار الجالية اليمنية الأمريكية واليمن وأخبار العالم. بدأت الصحيفة في نوفمبر 2007 ويصدرها رشيد النوزيلي.  وتسعى الصحيفة والموقع على حد سواء لنشر الأخبار والبحوث والدراسات المتعلقة بالجالية اليمنية الأمريكية والعربية الأمريكية باللغتين الإنجليزية والعربية.
تأسست الصحيفة في عام 2007 عندما رأى الناشر رشيد النوزيلي الحاجة إلى وجود اتصال بين مترو ديترويت في الشتات. ببداية متواضعة، بدأ المراسلون فيها بتوثيق الحياة كأميركي يمني في واحدة من أكبر الجاليات اليمنية في الولايات المتحدة. تقدم الصحيفة اليوم أخبارًا يومية عن الأعمال التجارية ونظام الهجرة الأمريكي والحياة في مترو ديترويت وما حوله. كصحيفة صغيرة، صرحت أنها قادرة على التعمق بشكل أكبر وتقديم التقارير حول مجموعة واسعة من الموضوعات من بعض الصحف الكبرى العاملة في مترو ديترويت. ومع ذلك، تظل المهمة كما هي: البقاء مكرسًة للأشخاص الذين تخدمهم أخبار الصحيفة وتزويدهم بالمعلومات التي يحتاجون إليها.
تخدم الصحيفة 15000 قارئ كل شهر، وتوفر تغطية باللغتين الإنجليزية والعربية من خلال إصداراتها عبر الإنترنت والمطبوعات. يتم تحديث موقع الويب الخاص بها كل يوم بتقارير على أرض الواقع، وتحليل أوسع، والمعلومات الأكثر صلة بقرائهم.
تقدم الصحيفة قصصًا عن أفراد يرمزون إلى النجاح ويمثلون دافعًا عاطفيًا للمجتمع في الولايات المتحدة. ترحب الصحيفة بالكتابات والآراء والدراسات المعتمدة ومحاولات الوصول إلى المهتمين بالشؤون اليمنية الأمريكية. 

## روابط خارجية
- https://www.yemeniamerican.com